# 上野彦八
上野 彦八（うえの ひこはち、1893年〈明治26年〉11月15日 - 没年不明）は、昭和時代前期の朝鮮総督府官僚。鎮南浦府尹。大邱府尹。

## 経歴
上野吉松の四男として福島県に生まれる。仙台逓信官吏練習所を卒業し、朝鮮総督府に奉職する。平安南道大同郡勤務、平壌府勤務、平壌府内務課長心得、同府土木課長事務取扱、同府内務課長、釜山府内務課長、同府土木課長兼務を経て、1938年（昭和13年）8月18日、鎮南浦府尹に就任した。1943年（昭和18年）6月、大邱府尹に転じた。